# Cristian Todea
Cristian Todea (Arad, 18 ottobre 1978) è un allenatore di calcio ed ex calciatore romeno, di ruolo Centrocampista.

## Carriera
Ha giocato per cinque stagioni con i rumeni dell'UTA Arad, poi tre stagioni in Italia con il Mantova, poi due stagioni in Svizzera con il Bellinzona, poi è ritornato in Romania, prima con l'UTA Arad e poi con il Gaz Metan Mediaș.

## Palmarès

### Club

#### Competizioni nazionali
- Serie C2: 1

Mantova: 2003-2004